# Opfenried
Opfenried ist ein Gemeindeteil der Gemeinde Röckingen im Landkreis Ansbach (Mittelfranken, Bayern). Opfenried liegt in der Gemarkung Röckingen.

## Geographie
Beim Dorf entspringt der Ganswasengraben, ein linker Zufluss der Wörnitz. Unmittelbar nordöstlich fließt der Uhlagraben vorbei, ebenfalls ein linker Zufluss der Wörnitz. Im Nordosten liegt das Opfenrieder Hölzlein. Ansonsten ist der Ort von Acker- und Grünland umgeben. Im Westen wird die Flur Hohnbuck genannt. Im Süden, am Brechhausweg, befindet sich eine Eiche, die als Naturdenkmal geschützt ist. Eine Gemeindeverbindungsstraße führt nach Röckingen zur Kreisstraße AN 47 (1,3 km nordwestlich) bzw. nach Wassertrüdingen zur Staatsstraße 2218 (0,9 km östlich), eine weitere führt ebenfalls zur St 2218 (0,5 km südlich).

## Geschichte
Opfenried lag im Fraischbezirk des ansbachischen Oberamtes Wassertrüdingen. Die Dorf- und Gemeindeherrschaft hatte das ansbachische Verwalteramt Röckingen. Gegen Ende des 18. Jahrhunderts gab es in Opfenried 25 Anwesen und ein Gemeindehirtenhaus. Grundherren waren
- ansbachische Ämter (16 Anwesen; Verwalteramt Röckingen: 5 Güter, 2 Gütlein, 2 Häuser, 1 Häuslein; Kastenamt Wassertrüdingen: 1 Gut; Bürgermeister und Rat zu Wassertrüdingen: 2 Güter; Vogtamt Wittelshofen: 1 Söldengut, 2 halbe Sölden)
- das Fürstentum Oettingen-Spielberg (Oberamt Aufkirchen: 2 halbe Sölden)
- das Herzogtum Württemberg (Oberamt Weiltingen: 1 halbes Gut, 2 Häuser)
- die evangelische Kirche St. Jacob und die katholische Kirche St. Sebastian zu Oettingen (1 Söldengut, 1 Haus)
- Freieigen (2 Güter).[5][6]

Von 1797 bis 1808 unterstand der Ort dem Justiz- und Kammeramt Wassertrüdingen.
Infolge des Gemeindeedikts wurde Opfenried dem 1809 gebildeten Steuerdistrikt und der Ruralgemeinde Röckingen zugewiesen.

### Baudenkmäler
- Hauptstraße 19: Erdgeschossiges Wohnstallhaus, Massivbau, erstes Viertel des 19. Jahrhunderts[10]
- Hauptstraße 21: Wappenstein, wohl 16. Jahrhundert[10]

### Einwohnerentwicklung
| Jahr      | 001818 | 001840 | 001861 | 001871 | 001885 | 001900 | 001925 | 001950 | 001961 | 001970 | 001987 | 002006 | 002016 |
| Einwohner | 106    | 116    | 137    | 120    | 126    | 123    | 124    | 157    | 118    | 99     | 151    | *149   | *143   |
| Häuser    | 24     | 24     |        |        | 27     | 28     | 25     | 28     | 28     |        | 42     |        |        |
| Quelle    | [ 12 ] | [ 13 ] | [ 14 ] | [ 15 ] | [ 16 ] | [ 17 ] | [ 18 ] | [ 19 ] | [ 20 ] | [ 21 ] | [ 22 ] | [ 1 ]  | [ 1 ]  |

## Religion
Der Ort ist evangelisch-lutherisch geprägt und bis heute nach St. Laurentius (Röckingen) gepfarrt. Die Einwohner römisch-katholischer Konfession sind nach Heilig Geist (Wassertrüdingen) gepfarrt.